# Långören, Korsholm
Långören är en ö i Finland. Den ligger i Norra kvarken och i kommunen Korsholm i den ekonomiska regionen  Vasa i landskapet Österbotten, i den västra delen av landet. Ön ligger omkring 18 kilometer norr om Vasa och omkring 380 kilometer norr om Helsingfors.
Öns area är 17 hektar och dess största längd är 1 kilometer i öst-västlig riktning.